# GOODYEAR MUSIC AIRSHIP シティポップレイディオ
『シティポップ レイディオ』はTOKYO FMのラジオ番組。
2024年12月28日までの番組名は『GOODYEAR MUSIC AIRSHIP シティポップレイディオ』

## 概要
1970年代から80年代にかけて流行したシティポップの名曲を、歴史的名曲から最先端の進化系まで新旧織り交ぜ紹介する番組。
リスナーからのリクエストを募集しており、番組内でオンエアされた曲はSpotifyのプレイリストとして配信。
2023年3月18日の放送では番組一周年を記念して生放送が行われ、TFMのみ放送時間を30分拡大し11時55分まで放送された
2024年12月28日放送分を以って番組スポンサーのグッドイヤーが降板し、翌2025年1月4日放送分から番組名を『シティポップ レイディオ』へ改題。
同時にリクエストが採用されたリスナーへオリジナルステッカーのプレゼント企画及び愛知・石川でのネットは終了。再びTFMのみの放送となっていたが2025年3月29日をもって放送終了。

## ネット局
全局土曜 11:00 - 11:25の放送で、『radiko』（プレミアム含む）で聴取可能だった。
| 放送対象地域 | 放送局名                   | 放送期間                       | 備考   |
| ------------ | -------------------------- | ------------------------------ | ------ |
| 東京都       | エフエム東京（TOKYO FM）   | 2022年3月5日 - 2025年3月29日   | 制作局 |
| 愛知県       | エフエム愛知（FM AICHI）   | 2022年4月2日 - 2024年12月28日  |        |
| 石川県       | エフエム石川（HELLO FIVE） | 2023年10月7日 - 2024年12月28日 |        |

## 出演者
- 澤部渡（スカート）- パーソナリティ

ゲスト
- オカモトコウキ（OKAMOTO'S） - 2022年12月17日[8]・24日[9]
- 高城晶平（Cero）- 2023年6月17日[10]・24日[11]
- 堀込高樹（キリンジ）- 2023年9月2日[12]・9日[13]
- 南佳孝 - 2023年9月16日、23日